# آرون كومار ياداف
آرون كومار ياداف هو سياسي هندي، ولد في 14 نوفمبر 1980 في منطقة أعظم كره في الهند. نشط حزبياً في حزب بهاراتيا جاناتا.